# Lxs 400: Chile Delibera
Lxs 400: Chile Delibera (también conocido como LXS400 y originalmente Deliberación País) es un evento de participación ciudadana de escala nacional a realizarse en Chile desde el 9 de diciembre de 2020 —con su evento principal a finales de marzo de 2021—, con el objetivo de obtener una representación estadística y estandarizada de la postura sociopolítica de la sociedad chilena; esto siguiendo la lógica presente en el modelo de Democracia deliberativa desarrollado por James S. Fishkin. Este mecanismo de participación ciudadana ya ha sido implementado de muchos países del mundo durante las últimas dos décadas. Este evento estará enfocado en obtener la opinión de los ciudadanos sobre el sistema de pensiones y la salud pública nacional.
El evento es dirigido por el Senado de Chile en conjunto con la Fundación Tribu, y se encuentra desarrollado en conjunto con la Universidad de Stanford, la Asociación Chilena de Municipalidades, la Universidad de Chile y el Servicio de Registro Civil e Identificación de Chile.

## Historia

### Necesidades sociales y desconexión estatal

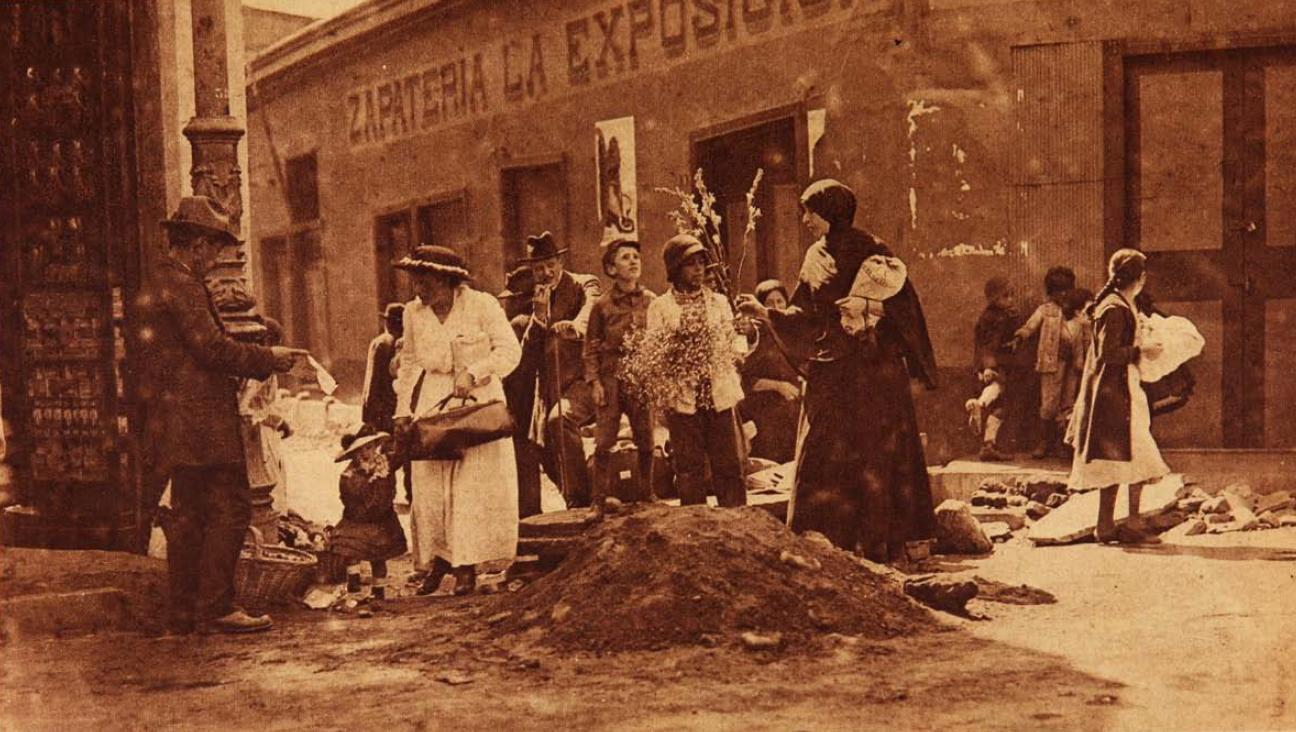
Vendedores ambulantes en Santiago, 1917.

Históricamente la sociedad en Chile se ha encontrado segmentada entre estratos sociales, donde solo un grupo normalmente desconectado de las necesidades propias de la sociedad civil ha tomado decisiones de relevancia nacional en pos de las ideas que este posee. Sin embargo, como no ha existido un órgano que sea capaz de definir claramente las necesidades reales de la sociedad consultando directamente en vez de utilizar indicadores y métricas, no ha existido una clara representación de la realidad y pensamiento social, sino hasta recientemente en la historia de Chile. Sin embargo, en las últimas décadas la sociedad ha comenzado a articular de forma masiva y sostenida las demandas sociales.
Debido a la pandemia, el proceso de consulta ha sido pospuesto hasta diciembre de 2020 y se realizará de forma digital; este evento tratará sobre las reformas de las pensiones y la atención médica discutidas en Chile.

### Protestas de 2019-2020 y presión política

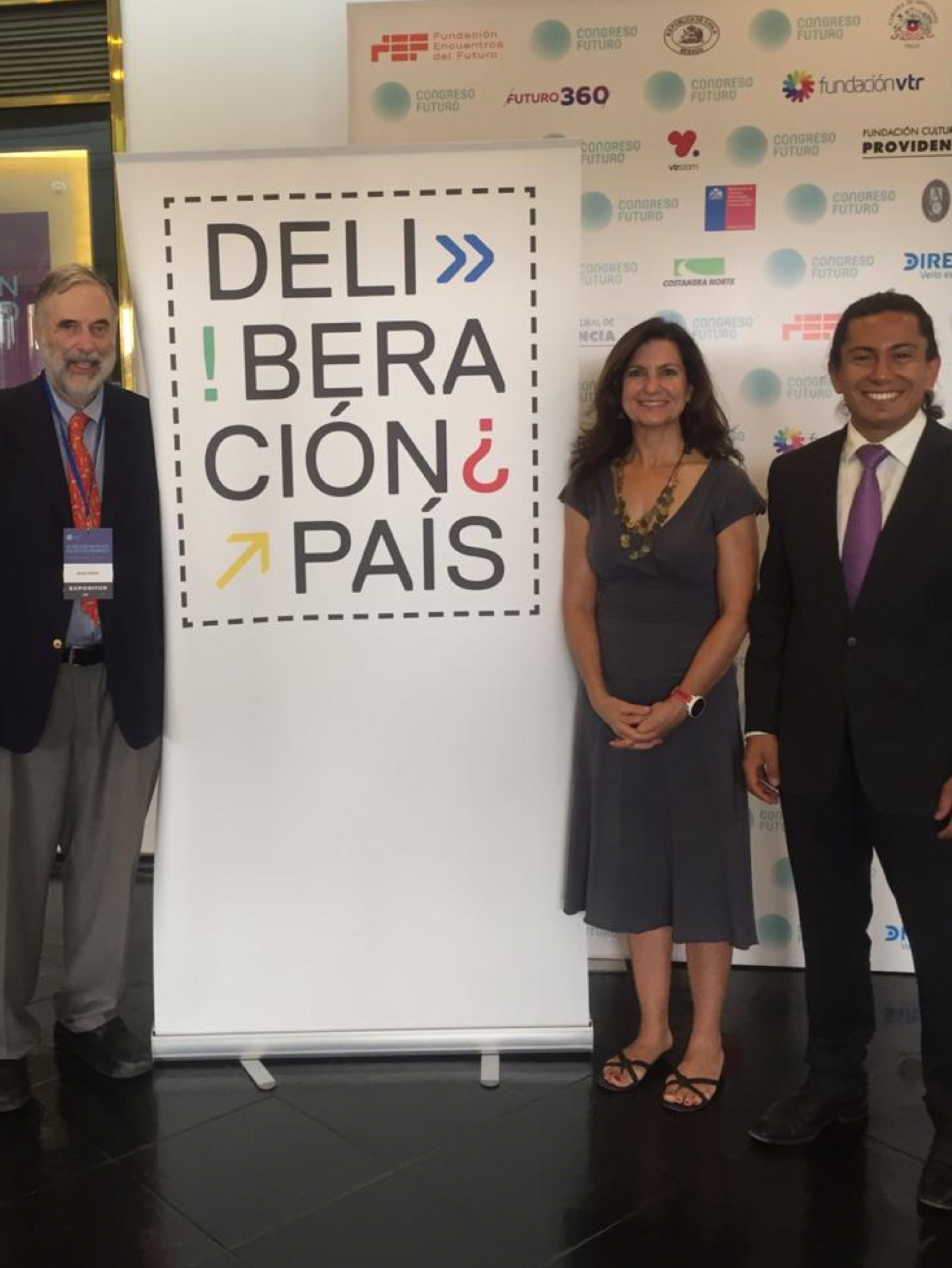
James Fishkin junto al equipo de la Fundación Tribu en el lanzamiento de Deliberación País en el Congreso Futuro 2020.

Las protestas en Chile iniciadas durante finales de 2019 han producido un cambio en el paradigma de la política chilena, en el cual se ha cuestionado la legitimidad y representación de los políticos; esto ya que los intereses de la sociedad no se han acoplado a la agenda política de la forma esperada.
Entre los procesos sociopolíticos que surgieron durante el periodo de protestas desarrollados por organizaciones sociales y fundaciones se logró un acuerdo para desarrollar el proceso de consulta social Deliberación País.

### Origen, desarrollo y anuncio del proyecto
Deliberación País es una iniciativa que comenzó a ser propuesta por la Fundación País en Chile desde enero de 2018, cuando por una invitación James S. Fishkin profesor de la Universidad de Stanford y académico reconocido por su contribución a la Democracia deliberativa, vino a Chile a desarrollar una conferencia, para que participara de su evento de lanzamiento, "Democracia 2050". Desde entonces se han mantenido conversaciones entre ambas entidades.
Posteriormente a las protestas de 2019, el proyecto adquirió mayor relevancia. Con el propósito de dar continuidad al trabajo de participación ciudadana realizado por la Asociación Chilena de Municipalidades en diciembre de 2019 con la consulta en la cual participaron alrededor de 2,5 millones de personas, el Senado de Chile se comprometió a patrocinar este ejercicio tomando sus resultados como insumos para la elaboración de proyectos de ley den respuesta a las demandas sociales manifestadas por la ciudadanía. La actividad también contará con la participación del Servicio de Registro Civil e Identificación de Chile quienes entregarán la nómina de ciudadanos chilenos con la cual se realizará la selección aleatoria de los participantes.
El 16 de enero de 2020, en un punto de prensa en el Teatro Oriente, en el marco del IX Congreso Futuro, el Presidente del Senado y un grupo transversal de senadores de la Comisión de Desafíos del Futuro, anunciaron la realización de la primera edición de Deliberación País, con el propósito de abordar junto con la ciudadanía la solución a las principales demandas de la crisis social, disminuir la polarización y contribuir al entendimiento social.
Este ejercicio reunirá alrededor de 400 personas en el edificio del Congreso Nacional en Santiago, representativas de toda población del país, quienes deliberarán durante todo un fin de semana sobre distintas opciones de políticas públicas en las áreas priorizadas en la consulta ciudadana de diciembre de 2019. A la vez, se espera que este ejercicio sirva como referente de cara al proceso constituyente.
El 9 de diciembre se inauguró el proyecto, convocando a más de 400 personas de todo Chile para que puedan participar de la actividad.

## Descripción de la metodología

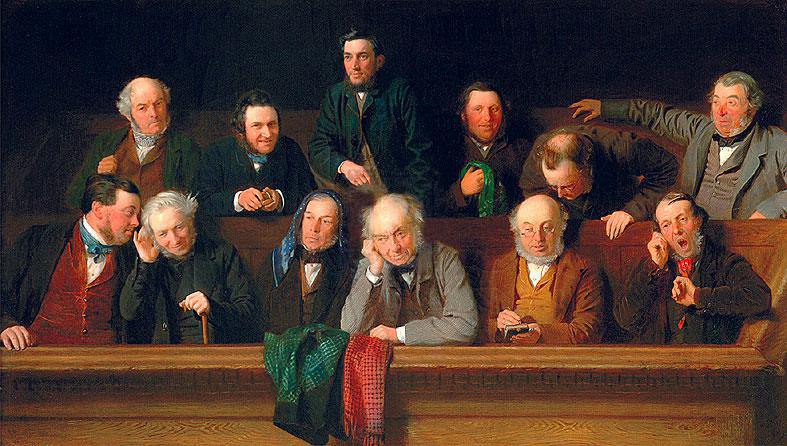
El Jurado por John Morgan

En la ciencia política, la deliberación es un proceso previo a la toma de una decisión, en la cual los ciudadanos consideran hechos relevantes desde diversos puntos de vista y dialogan con otros para pensar críticamente sobre las diferentes opciones posibles, ampliando de este modo sus perspectivas, opiniones y entendimiento.
James S. Fishkin desarrolló el concepto Deliberative Polling, traducido generalmente como “consultas deliberativas” o “encuestas deliberativas” en 1988 mientras trabajaba en la Universidad de Texas en Austin. Desde entonces, esta metodología ha sido implementada más de 100 veces en 30 países alrededor del mundo, a nivel local, nacional y continental, en prácticamente todos los ámbitos de lo público, incluyendo reformas económicas, sociales y constitucionales, con el objetivo de conocer la opinión y voluntad de la ciudadanía, una vez que se cuenta con toda la información necesaria y que personas que viven distintas realidades han tenido la oportunidad de interactuar entre sí.

### Selección de los participantes
| Viviendas seleccionadas según región | Viviendas seleccionadas según región | Viviendas seleccionadas según región | Viviendas seleccionadas según región | Viviendas seleccionadas según región |
| ------------------------------------ | ------------------------------------ | ------------------------------------ | ------------------------------------ | ------------------------------------ |
| Región                               | Región                               |                                      | N° viviendas (% país)                | N° viviendas (% país)                |
| Arica y Parinacota                   | Arica y Parinacota                   |                                      | 391 (1,3%)                           | 391 (1,3%)                           |
| Tarapacá                             | Tarapacá                             |                                      | 573 (1,91%)                          | 573 (1,91%)                          |
| Antofagasta                          | Antofagasta                          |                                      | 977 (3,25%)                          | 977 (3,25%)                          |
| Atacama                              | Atacama                              |                                      | 537 (1,79%)                          | 537 (1,79%)                          |
| Coquimbo                             | Coquimbo                             |                                      | 1247 (4,16%)                         | 1247 (4,16%)                         |
| Valparaíso                           | Valparaíso                           |                                      | 3820 (12,73%)                        | 3820 (12,73%)                        |
| Metropolitana                        | Metropolitana                        |                                      | 12338 (41,13%)                       | 12338 (41,13%)                       |
| O'Higgins                            | O'Higgins                            |                                      | 1420 (4,73%)                         | 1420 (4,73%)                         |
| Maule                                | Maule                                |                                      | 1551 (5,17%)                         | 1551 (5,17%)                         |
| Ñuble                                | Ñuble                                |                                      | 684 (2,28%)                          | 684 (2,28%)                          |
| Biobío                               | Biobío                               |                                      | 2678 (8,93%)                         | 2678 (8,93%)                         |
| Araucanía                            | Araucanía                            |                                      | 1467 (4,89%)                         | 1467 (4,89%)                         |
| Los Ríos                             | Los Ríos                             |                                      | 571 (1,9%)                           | 571 (1,9%)                           |
| Los Lagos                            | Los Lagos                            |                                      | 1243 (4,14%)                         | 1243 (4,14%)                         |
| Aysén                                | Aysén                                |                                      | 179 (0,6%)                           | 179 (0,6%)                           |
| Magalles y Antártica                 | Magalles y Antártica                 |                                      | 324 (1,08%)                          | 324 (1,08%)                          |

El día 9 de diciembre de 2020, junto con la ceremonia de inauguración del evento, se realiza el sorteo de 30 000 viviendas en Chile, de entre el universo total de viviendas registradas en los datos recopilados por el Censo 2017. El proceso, realizado por medio de un software de procesamiento de datos de forma aleatoria, seleccionó primero 30 000 manzanas censales de todo Chile, y luego, dependiendo de la cantidad de veces que una manzana fue seleccionada, se eligen aleatoriamente 30 000 viviendas censales. Cada una de las manzanas que fueron seleccionadas han sido publicadas oficialmente el mismo día.
A cada una de estas viviendas se les envió una carta física invitando a uno de los miembros del hogar —mayor de 18 años y con derecho a voto— a participar del evento. De quienes respondan a la carta queriendo participar, por sorteo se elegirá quienes quedarán dentro del grupo de las 400 personas a participar del evento. Se procurará mantener una proporción según habitantes por región y sexo; además, esta será dividido en dos grupos, un tratamiento —personas que estarán participando activamente del evento— y un control ——personas que solo responderán una encuesta al final del evento—.

#### Faro de aleatoriedad
La Universidad de Chile ha tomado la responsabilidad de la fase uno y dos de la selección y convocatoria de ciudadanos para que participen del evento. 
El trabajo de selección aleatoria está a cargo del Laboratorio de Criptografía Aplicada y Ciberseguridad de la Facultad de Ciencias Físicas y Matemáticas —CLCERT— en conjunto con el Centro de Microdatos de la Facultad de Economía y Negocios de esa universidad.
La responsabilidad del CLCERT es la de montar el sistema de procesamiento de información que analice la base de datos del censo de 2017, y que de forma aleatoria escoja a los representantes de la actividad. Este proceso fue por medio del uso del software «Faro de Aleatoriedad», desarrollado por el proyecto Random UChile, parte del CLCERT.

### Jornadas de deliberación
En enero de 2021 se hará la selección de los 400 ciudadanos que participarán en el evento; para febrero de 2021 se entregará el material con información relacionada con las temáticas que se discutirán —pensiones y salud—. Desde marzo hasta abril se realizará el proceso de deliberación. Para fines de abril se tendrán los resultados del evento.